# 플라스틱 메모리즈
《플라스틱 메모리즈》(일본어: プラスティック・メモリーズ 푸라스팃쿠 메모리즈[*])는 동화공방에서 제작한 일본의 오리지널 애니메이션이다. 2015년 4월부터 6월까지 방송되었다. 약칭은 플라메모.
MAGES. 소속 시나리오 작가 하야시 나오타카의 오리지널 애니메이션 작품이다. 애니플렉스의 프로듀서에게 직접 애니메이션 작품 제작의 지명을 받고 원래 연작 단편 소설용으로 준비하면서 10년 정도 잠재운 아이디어를 원본으로 한다. 제목은 "무기질, 즉 디지털한 추억"을 이미지하고 있다.

## 줄거리
기프티아라는 인간과 비슷하게 행동하며 마음을 가진 안드로이드가 있는 미래.
하지만 기프티아의 수명은 9년 4개월 정도로 정해져 있다.
기프티아를 회수하는 일을 하는 터미널 서비스에 취직하게 된 츠카사가 수명이 2,000시간밖에 남지 않은 아이라를 파트너로 만나게 되면서 벌어지게 되는 회수 대상 기프티아들과 츠카사와 아이라 사이의 이야기.

## 등장인물
미즈키 츠카사(水柿 ツカサ)
성우 - 타쿠미 야스아키
본작의 주인공. 18세 소년. 대학 시험의 날에 충수염에 걸려 시험을 받지 못하고 진학에 실패해 버렸지만, 부모님 빽으로 SAI사에 취직한다.
아이라(アイラ)
성우 - 아마미야 소라
본작의 히로인. 츠카사의 파트너로, 소녀형의 기프티아. 기프티아의 기체 번호는 7940, SAI사의 직원 번호 602300.
키누시마 미치루(絹島 ミチル)
성우 - 아카사키 치나츠
츠카사의 선배로서 교육계가 되는 사원. 17세 소녀.
잭(ザック)
성우 - 야하기 사유리
미치루의 파트너로, 소년의 외모를 한 기프티아.
쿠와노미 카즈키(桑乃実 カヅキ)
성우 - 토요구치 메구미
츠카사의 직속상관.
콘스턴스(コンスタンス)
성우 - 히노 사토시
카즈키의 파트너로, 생진한 성격의 청년형의 기프티아.
하나다 야스타카(縹 ヤスタカ)
성우 - 츠다 켄지로
츠카사의 선배가 되는 남성 사원으로 10년 이상 근무한 고참.
셰리(シェリー)
성우 - 아이미
야스타카의 파트너로, 커리어 우먼형의 기프티아.
야마노베 타카오(山野辺 タカオ)
성우 - 토비타 노부오
터미널 서비스과의 과장. 원래는 영업직으로 현장 경험은 없다.
카와라케 렌(土器 レン)
성우 - 오가미 신노스케
터미널 서비스과의 사무원. 주로 스케줄링을 담당한다.
미루 에루(海松 エル)
성우 - 우에사카 스미레
기프티아 유지 보수 담당자인 여자.

## 스태프
- 원작·각본 - 하야시 나오타카
- 감독 - 후지와라 요시유키
- 캐릭터 원안 - okiura
- 캐릭터 디자인·총작화 감독 - 나카지마 치아키
- 프롭 디자인·총작화 감독 - 키쿠치 아이
- 메카니컬 디자인 - 타니 유지
- 메인 애니메이터 - 와타나베 유키, 야마자키 준
- 미술 감독 - 카와구치 마사아키
- 미술 설정 - 타카하시 타케유키
- 색채 설계 - 이시구로 케이
- 촬영 감독·모니터 그래픽스 - 쿠와노 타카후미
- 3DCG - 와타나베 요시히로
- 편집 - 히라키 다이스케
- 음향 감독 - 츠치야 마사노리
- 음향 효과 - 코야마 야스마사
- 음악 - 요코야마 마사루
- 음악 제작 - MAGES.
- 프로듀서 - 토바 히로노리, 타나카 후미히로, 코아라이 코스케, 사이키 타카시, 코야나기 미치코, 니시데 마사유키, 미나미 히로마사,카나니와 코즈에, 오오와다 토모유키, 카마타 하지메
- 애니메이션 제작 - 동화공방
- 제작 - 애니플렉스, 부시로드, KADOKAWA 아스키 미디어 웍스, MAGES., 마이니치 방송, AT-X, 무빅, 닛폰BS방송, 동화공방

## 주제가·삽입곡

### 주제가
오프닝 테마 〈Ring of Fortune〉
작사 - 하야시 나오타카 / 작곡·편곡 - 치바 "naotyu-" 나오키 / 노래 - 사사키 에리
엔딩 테마 〈아침노을의 스타마인(朝焼けのスターマイン)〉
작사 - 하야시 나오타카 / 작곡 - 이시다 히데토 / 편곡 - Tak Miyazawa / 노래 - 이마이 아사미

### 삽입곡
〈Again & Again〉(제1, 7, 13화)
작사 - 고아미 루나 / 작곡·편곡 - 요코야마 마사루 / 노래 - 멜로디 추박
〈좋아하기에.(好きなので。)〉(제10화)
작사 - 하야시 히데키, 하야시 나오타카 / 작곡·편곡 - 요코야마 마사루 / 노래 - 아이라(아마미야 소라)

## 방영 목록
| 화수   | 제목                                                    | 그림 콘티         | 연출              | 작화 감독 | 방송일         |
| ------ | ------------------------------------------------------- | ----------------- | ----------------- | --- | -------------- |
| 제1화  | はじめてのパートナー 첫 파트너                          | 후지와라 요시유키 | 후지와라 요시유키 | 나카지마 치아키 키쿠치 아이 | 2015년 4월 5일 |
| 제2화  | 足を引っ張りたくないので 걸림돌이 되고 싶지 않기 때문에 | 스가하라 시즈타카 | 스가하라 시즈타카 | 와타나베 유키 | 4월 12일       |
| 제3화  | 同棲はじめました 동거 시작했습니다                      | 키무라 야스히로   | 키무라 야스히로   | 야마자키 준 | 4월 19일       |
| 제4화  | うまく笑えなくて 잘 웃을 수 없어서                      | 후쿠다 미치오     | 이이노 신야       | 이토 쿠니유키 | 4월 26일       |
| 제5화  | 守りたかった約束 지키고 싶었던 약속                     | 후쿠다 미치오     | 노기모리 타츠야   | 히가시지마 히사시 | 5월 3일        |
| 제6화  | ２人で、おかえり 둘이서 어서 와                         | 후지와라 요시유키 | 후지와라 요시유키 | 미시마 치에 이치노세 유리 타니구치 모토히로 | 5월 10일       |
| 제7화  | 上手なデートの誘い方 능숙한 데이트 권유법               | 키무라 야스히로   | 키무라 야스히로   | 하시구치 하야토 카토 소우 이토 쿠니유키 야기 아키라 와타나베 유키 야마자키 준 | 5월 17일       |
| 제8화  | 知らない花火 낯선 불꽃                                  | 야마사키 미츠에   | 야마사키 미츠에   | 타카하시 사키 | 5월 24일       |
| 제9화  | 祭りの後 축제 이후                                      | 카미츠보 료키     | 키노메 유우       | 무라카미 류노스케 사키구치 사오리 히가시지마 히사시 후쿠다 사치코 하리바 유코 소데야마 아사미 야기 아키라                                                                                                 | 5월 31일       |
| 제10화 | もう、パートナーじゃない 더 이상, 파트너가 아니야       | 후쿠다 미치오     | 노기모리 타츠야   | 키쿠치 아이 타카하시 사키 무토 미키 소가 아츠시 야기 아키라 마루야마 슈지 와타나베 유키 | 6월 7일        |
| 제11화 | オムライスの日 오므라이스의 날                          | 야마사키 미츠에   | 야마사키 미츠에   | 袖山里都 나카모토 나오 | 6월 14일       |
| 제12화 | 想い出が埋まってく 추억이 메워져가다                    | 이리에 야스히로   | 키무라 야스히로   | 야마자키 준 야기 아키라 호무라 미노리 타카하시 사키 쿠보 마리코 키쿠치 아이 | 6월 21일       |
| 제13화 | いつかまた巡り会えますように 언젠가 다시 만날 수 있기를 | 후지와라 요시유키 | 후지와라 요시유키 | 나카지마 치아키 와타나베 유키 야마자키 준 야기 아키라 나카모토 나오 키쿠나가 치사토 카이호 히토미 타카하시 사키 키쿠치 아이 이치하라 케이코 이토 타이요쿠 마루야마 슈지 히가시지마 히사시 나카노 히로노리 | 6월 28일       |

## BD / DVD
| 권 | 발매일           | 수록화        | 규격 품번     | 규격 품번     | 규격 품번  |
| 권 | 발매일           | 수록화        | BD 한정판     | DVD 한정판    | DVD 통상판 |
| -- | ---------------- | ------------- | ------------- | ------------- | ---------- |
| 1  | 2015년 6월 24일  | 제1화         | ANZX-11321/2  | ANZB-11321/2  | ANSB-11321 |
| 2  | 2015년 7월 22일  | 제2화~제3화   | ANZX-11323/4  | ANZB-11323/4  | ANSB-11323 |
| 3  | 2015년 8월 26일  | 제4화~제5화   | ANZX-11325/6  | ANZB-11325/6  | ANSB-11325 |
| 4  | 2015년 9월 30일  | 제6화~제7화   | ANZX-11327/8  | ANZB-11327/8  | ANSB-11327 |
| 5  | 2015년 10월 28일 | 제8화~제9화   | ANZX-11329/30 | ANZB-11329/30 | ANSB-11329 |
| 6  | 2015년 11월 25일 | 제10화~제11화 | ANZX-11331/2  | ANZB-11331/2  | ANSB-11331 |
| 7  | 2015년 12월 23일 | 제12화~제13화 | ANZX-11333/4  | ANZB-11333/4  | ANSB-11333 |

## Web 라디오
《미치루와 잭의 플라메모 라디오》(ミチルとザックのプラメモラジオ)'라는 제목으로 히비키 라디오 스테이션에서 2015년 3월 26일부터 2015년 7월 31일까지 매주 목요일마다 진행되었다. 퍼스널리티는 미치루 역의 아카사키 치나츠와 잭 역의 야하기 사유리.

## 코미컬라이즈
《플라스틱 메모리즈 Say to good-bye》라는 제목으로 아스키 미디어 웍스에서 단행본 제1권이 발매되어 2015년 4월 30일에 발매된 전격 G's 코믹 Vol. 13부터 연재되었다. 작화는유유. 미치루을 주인공으로 한 작품으로, 제1권은 애니메이션의 전일담, 그 이후는 미치루의 시점으로부터 애니메이션 본편의 스토리를 그린 것이 된다.
- 하야시 나오타카(원작)·유유(작화) 《플라스틱 메모리즈 Say to good-bye》 아스키 미디어 웍스 〈전격 코믹스 NEXT〉, 전 3권
  1. 2015년 4월 27일 발매, ISBN 978-4-04-865084-7
  2. 2015년 11월 27일 발매, ISBN 978-4-04-865529-3
  3. 2016년 9월 27일 발매, ISBN 978-4-04-892167-1

## 노벨라이즈
《플라스틱 메모리즈 -Heartfelt Thanks-》라는 제목으로 2016년 9월 10일에 KADOKAWA 아스키 미디어 웍스에서 출시 했다.